# IV. Erik dán király
IV. Erik Valdemarsson vagy Ekefilléres Erik (1216 – 1250. augusztus 10.) Dánia királya 1241 és 1250 között.
II. (Győztes) Valdemár dán király fiaként született, és 1232-től társuralkodóként együtt uralkodott apjával. Önálló uralkodását a testvéreivel folytatott elkeseredett harcok jellemezték. Különösen Ábellel voltak heves összetűzései, aki Schleswig hercegeként nagyobb függetlenséget próbált elérni, amiben Holstein grófjai is támogatták. Az Ábel ellen folytatott sikertelen háború költségeinek fedezésére Erik 1250-ben minden egyes szántóföldre adót vetett ki (mellékneve innen ered). A skåne-i parasztokkal ezért harcba keveredett, akik fellázadtak a szigorú adók ellen.
Miután nagy nehezen legyőzte Ábelt 1250-ben, fegyverszünetet kötött vele, de még abban az évben, mialatt áthaladt Schleswigen, fivére börtönbe vetette és augusztus 10-én egy számkivetett dán megölte.

## Gyermekei
A szászországi Juttával (1223 − 1250 után) 1239. november 17-én kötött házasságából hat gyermeke született:
- Kristóf (? − 1250)
- Knut (? − 1250)
- Zsófia (1241 − 1286) ∞ Valdemár svéd király (1243 − 1302)
- Ingeborg (1244 − 1287. március 26.) ∞ VI. Magnus norvég király (1238 − 1280)
- Jutta (1246 − 1284)
- Ágnes (1249 − 1288)